# Национальная библиотека в Алеппо
Национальная библиотека Алеппо (араб. دار الكتب الوطنية‎) — публичная библиотека в Сирии. Находится в Алеппо.

## История
Решение об учреждении библиотеки было принято в 1924 году. В 1937 году был заложен первый камень в фундаменте нового здания, а уже в 1939 году оно было достроено, но в связи с войной торжественное открытие состоялось лишь 4 декабря 1945 года. Большая роль в долгожданном открытии принадлежала губернатору города Мустафе Аль-Шибани. На тот момент хранилища библиотеки насчитывали 6000 экземпляров.
В здании библиотеки 2 этажа; кроме читального зала и книгохранилища, в нём имеется малый театральный зал на 300 мест.
В 2011 году здание библиотеки закрыли на ремонт.